# Ute Pape
Ute Pape (* 13. August 1949 in Hamm) ist eine deutsche Politikerin (SPD). Sie war von 1993 bis 2000 Präsidentin der Hamburgischen Bürgerschaft und anschließend bis 2001 Senatorin für Schule, Jugend und Berufsbildung.

## Leben
Pape begann im Jahr 1969 ihr Studium. Sie studierte in Bonn, München und Hamburg die Fächer Geographie und Germanistik auf Lehramt. Im Jahr 1973 erhielt sie eine Anstellung im Schuldienst als Lehrerin. Von 1977 bis 1993 war sie als Studienrätin an der Julius-Leber-Schule tätig. In den Jahren 2003 bis 2011 war sie Schulleiterin der Irena-Sendler-Schule (Hamburg), einer langjährigen Integrierten Gesamtschule und heutigen Stadtteilschule, die über Jahrzehnte den Namen Peter-Petersen-Schule trug.
Pape lebt mit der ehemaligen hamburgischen Umweltsenatorin Anja Hajduk (Grüne) zusammen.

## Politik
Im Jahr 1973 trat sie in die SPD ein und übte viele Kommunalpolitische Funktionen aus. Sie war unter anderem Vorstandsbeisitzerin und später Vorsitzende im Ortsverein Hamburg-Flottbek. Zudem engagierte sie sich gegen die umstrittenen Berufsverbote (Radikalenerlass) und war aktiv bei der Bürgerinitiative „Rettet das Mühlenberger Loch“.
Sie war von Januar 1986 bis 2001 Mitglied in der Hamburgischen Bürgerschaft für die SPD. Sie saß dort unter anderem für ihre Fraktion im Haushaltsausschuss, Ausschuss für die Gleichstellung der Frau sowie im Ausschuss für Verfassung, Geschäftsordnung und Wahlprüfung. In den Jahren 1993 bis 2000 war sie Bürgerschaftspräsidentin.
Am 5. April 2000 übernahm sie das Senatorenamt der Behörde für Schule, Jugend und Berufsbildung von der am 30. März zurückgetretenen Rosemarie Raab. Sie übte das Amt nur bis zum Ende der Wahlperiode 2001 aus. Danach wurde der Rot-Grüne Senat durch eine CDU/Partei Rechtsstaatlicher Offensive/FDP-Koalition abgelöst. Pape saß danach nicht mehr im Parlament.